# Battaglia di Dorylaeum (1097)
La battaglia di Dorylaeum ebbe luogo durante la prima crociata il 1º luglio 1097, tra i crociati ed i Turchi Selgiuchidi, vicino a Dorylaeum in Anatolia.

## Scenario
I crociati avevano lasciato Nicea il 26 giugno, profondamente sfiduciati verso i Bizantini che, dopo un lungo assedio portato avanti dai crociati, a sorpresa oltre a prendersi la città, secondo blandi accordi presi in precedenza (restituire all'imperatore i territori recentemente persi da Bisanzio), avevano vietato ai soldati occidentali il consueto saccheggio.
Allo scopo di semplificare il problema del vettovagliamento l'esercito crociato si era diviso in due parti: la più piccola, guidata da Boemondo di Taranto, suo nipote Tancredi, Roberto Cortacoscia, Roberto di Fiandra e dal generale bizantino Taticius all'avanguardia, mentre Goffredo di Buglione, suo fratello Baldovino di Boulogne, Raimondo di Tolosa, Stefano di Blois, ed Ugo I di Vermandois restarono in retroguardia.
Il 29 giugno, essi appresero che i Turchi preparavano un'imboscata vicino Dorylaeum (Boemondo notò che il suo esercito era spiato da esploratori Turchi).
Le forze turche di Qilij Arslan I e del suo alleato Hasan di Cappadocia insieme ai Danishmendidi guidati dal principe turco Danishmend Ghazi, ai Persiani ed agli uomini provenienti dall'Albània (o Arràn, dall'arabo al-Ran), contavano circa 150000 uomini, secondo Raimondo di Aguilers mentre Fulcherio di Chartres diede il numero esagerato di 360000.
Altre fonti contemporanee pongono questo numero tra 25000-30000, infine recenti stime riducono a 6000-8000 gli effettivi.
A parte un gran numero di non combattenti, le forze di Boemondo probabilmente raggiungevano le 10000 unità, per la maggior parte appiedate.
L'organizzazione militare dell'epoca prevedeva solitamente diversi uomini armati per ogni cavaliere (i. e., ad una forza di 500 cavalieri si presume debbano essere aggiunti circa 1500 soldati), così sembra ragionevole stimare che le forze di Boemondo avessero circa 8000 fanti e 2000 cavalieri.
La sera del 30 giugno, dopo tre giorni di marcia, l'esercito di Boemondo si accampò su un prato sulla riva nord del fiume Thymbres, vicino alle rovine della città di Dorylaeum (molti accademici credono che si tratti del sito della moderna città di Eskişehir).

## La battaglia

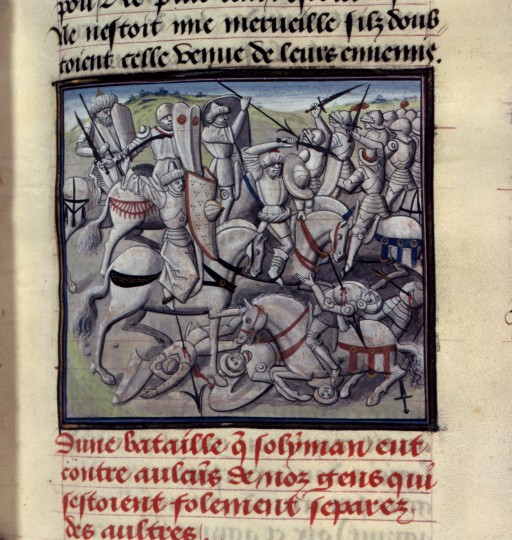
Battaglia di Dorylaeum. (Guglielmo di Tiro, Historia. Miniatura del XV secolo.)

Il 1º luglio, le forze accampate di Boemondo furono circondate da Qilij Arslan.
Goffredo e Raimondo si erano separati dall'avanguardia a Leuce, e l'esercito turco attaccò all'alba, lanciando frecce sul campo crociato, cogliendo completamente di sorpresa l'esercito di Boemondo, che non si aspettava un attacco così veloce.
I cavalieri di Boemondo montarono rapidamente ma i loro sporadici contrattacchi non furono sufficienti a scoraggiare i Turchi.
I Turchi cavalcavano nel campo, colpendo i non combattenti ed i soldati a piedi privi d'armatura, che non potevano sfuggire ai cavalli turchi ed erano troppo disorientati ed in preda al panico per formare linee di battaglia.
Per proteggere i civili ed i soldati privi d'armatura Boemondo ordinò ai suoi cavalieri di smontare e formare una linea difensiva, e con qualche problema radunò i soldati appiedati ed i non combattenti al centro del campo; le donne agirono come portatrici d'acqua durante la battaglia.
La linea di combattimento che era stata formata proteggeva i soldati ed i non combattenti più vulnerabili ma dava anche ai turchi la possibilità di manovrare liberamente sul campo di battaglia.
Gli arcieri turchi a cavallo attaccarono nel loro stile usuale, caricavano il nemico scoccando le frecce e si ritiravano rapidamente prima che i crociati potessero contrattaccare.
Gli arcieri fecero pochi danni ai cavalieri pesantemente corazzati, ma inflissero pesanti perdite ai cavalli ed ai fanti privi di armatura.
Boemondo aveva inviato messaggi all'altro esercito crociato ed ora combatteva per resistere fino all'arrivo degli aiuti, il suo esercito fu costretto ad indietreggiare fino alla riva del fiume Thymbris.
La riva fangosa protesse i Crociati dalle cariche di cavalleria, perché il terreno era troppo soffice per i cavalli, ed i cavalieri corazzati formarono un cerchio riparando i soldati appiedati ed i civili dal lancio delle frecce, ma i turchi tennero i loro arcieri costantemente riforniti, ed il semplice numero di frecce prese il tributo, secondo quanto riportato più di 2 000 caddero vittime degli arcieri a cavallo.
I cavalieri di Boemondo erano impetuosi, anche se avevano l'ordine di mantenere la posizione stando a terra, piccoli gruppi di cavalieri rompevano periodicamente i ranghi e caricavano, solo per essere trucidati o costretti ad arretrare quando i cavalli turchi arretravano oltre la portata delle loro spade, continuando a bersagliarli con le frecce ed uccidendo molte delle loro cavalcature.
E sebbene le armature proteggessero bene i cavalieri (i Turchi li chiamarono 'uomini di ferro') il puro numero di frecce significava che qualcuna trovava punti scoperti ed alla fine, dopo tanti colpi, un cavaliere crollava per le sue ferite.

Anatolia nel 1097, prima dell'Assedio di Nicea e della Battaglia di Dorylaeum.

Proprio dopo mezzogiorno Goffredo arrivò con 50 cavalieri, combattendo attraverso le linee turche in rinforzo di Boemondo.
Durante la giornata arrivarono rinforzi in piccoli gruppi (anche da Raimondo ed Ugo, come da Goffredo), alcuni furono uccisi dai Turchi, altri combattendo per raggiungere il campo di Boemondo.
Con l'aumentare delle perdite dei Crociati, i turchi divennero più aggressivi e l'esercito dei crociati si vide spinto dalle rive fangose del fiume nell'acqua bassa.
Ma i crociati resistettero, e dopo circa sette ore di battaglia, i cavalieri di Raimondo arrivarono (non è chiaro se Raimondo fosse con loro o se essi arrivassero prima di Raimondo), lanciando un violento attacco a sorpresa attraverso il fianco dei turchi, che li volse indietro in disordine e permise ai crociati di radunarsi.
I Crociati formarono uno schieramento con Boemondo, Tancredi e Stefano all'ala sinistra, Raimondo con Roberto di Normandia al centro e Goffredo, Roberto di Fiandra ed Ugo sulla destra, ed andarono alla riscossa contro i Turchi proclamando "hodie omnes divites si Deo placet effecti eritis" ("a Dio piacendo oggi diventerete ricchi").
Sebbene la ferocia dell'attacco dei Normanni avesse preso di sorpresa i Turchi, questi mantennero la posizione fino al pomeriggio avanzato, quando arrivò una forza guidata dal vescovo Ademaro di Le Puy, Legato pontificio, forse con Raimondo all'avanguardia, che dopo essersi mossa attorno al campo di battaglia nascosta dietro le colline ed attraversato il fiume, aggirò gli arcieri sul fianco sinistro e sorprese i Turchi alle spalle.
Ademaro si abbatté sul campo turco attaccando dal retro.
I Turchi furono terrorizzati dalla vista del loro campo in fiamme e dalla ferocia e dalla resistenza dei cavalieri, che le armature proteggevano dalle frecce ed anche dalle spade, e presto fuggirono abbandonando il loro campo e costringendo Qilij Arslan a ritirarsi dalla battaglia.

## Conseguenze
In effetti i Crociati divennero ricchi, almeno per un breve periodo, dopo la cattura del tesoro di Qilij Arslan. I Turchi fuggirono e Qilij Arslan fu costretto a dedicarsi ad altri problemi nei suoi territori orientali. Ciò consentì ai crociati di marciare, virtualmente indisturbati, in direzione della Siria-Palestina attraverso l'Anatolia, alla volta immediata di Antiochia.
L'attraversamento dell'Anatolia richiese quasi tre mesi, a causa del forte caldo estivo che intralciò non poco i guerrieri. In ottobre essi comunque giunsero ad Antiochia, cui immediatamente posero il loro assedio.

### Fonti primarie
- Alberto di Aquisgrana, Historia Hierosolymitana
- Fulcherio di Chartres, Historia Hierosolymitana
- anonimo, Gesta Francorum
- Raimondo di Aguilers, Historia francorum qui ceperunt Jerusalem